# Lluís Mas Franch
Lluís Mas Franch (Premiá de Mar, 21 de junio de 1938 - Palma de Mallorca, 25 de junio de 2021) fue un físico teórico español, que trabajó en el campo de la relatividad general.

## Biografía
Mas se doctoró en Ciencias matemáticas en la Universidad de París (1966) y en Ciencias físicas en la Universidad Autónoma de Barcelona (1970). Su tesis sobre soluciones de las ecuaciones de campo sobre la base de una nueva métrica representa un hito importante en la física teórica de España, ya que fue la primera sobre teoría de la relatividad.
Fue director del Departamento de Física Teórica de la Universidad Autónoma de Barcelona (1971-1977), de la Universidad de Granada (1979), de la Universidad de las Islas Baleares (1981-1984), del departamento de Matemáticas de la Universidad de Oviedo (1978) y del Departamento de Física de la Universidad de las Islas Baleares (1986-1990). Fue decano de esta universidad (1984-1986). Desde su jubilación en 2008, era profesor emérito de la Universidad de las Islas Baleares.
Era miembro del Instituto Menorquín de Estudios.
Es autor de los libros Transformaciones de fondo en las Ciencias Físicas (1982) y Relatividad y Cosmología relativistas (1983), dentro de la obra Historia de la Ciencia, y del estudio cosmología (1989).